# By Myself (Maya Hawke)
By Myself è un singolo della cantante statunitense Maya Hawke, pubblicato il 18 marzo 2020 come primo estratto dal primo album in studio Blush.

## Descrizione
La Hawke in un comunicato ha commentato così il brano:

## Video musicale
Il video, diretto da Amanda Kramer, è stato pubblicato contestualmente all'uscita del singolo sul canale YouTube della cantante e vede la Hawke nelle vesti di un angelo cowgirl.